# Proljetna ivančica
Proljetna ivančica (obična ivančica; latinski: Leucanthemum vulgare; sinonim: Chrysanthemum leucanthemum), zvana i margarita i margaritela, trajna je zeljasta biljka iz porodice glavočika (Compositae). Podrijetlom je iz umjerenih dijelova Europe i Azije.
Višegodišnja je biljka, grmolikog oblika s malim cvjetovima, ne većim od 5 cm, bijelih latica, koje omeđuju žuto središte, a rastu na vitkoj, dugoj peteljci. Listovi su tamnozeleni na obje strane i nazubljeni, a gornji su kraći i rastu uz peteljku cvijeta. Cvjetovi proizvode veliki broj plosnatih sjemenki, a biljka se razmnožava i širenjem korijenom podzemnim putem. Živi na proplancima i otvorenim mjestima, vlažnom i propusnom tlu, a uzgaja se i kao vrtna ukrasna biljka. Cvate od travnja do rujna. 
Danas je rasprostranjena i u Australiji, na Novom Zelandu, te u Sjevernoj Americi, gdje je sade uzduž autoputeva.

## Uporaba
U biljnoj medicini koriste se suhi cvjetovi kao infuzija. Djeluje antispazmatski, umirujuće, stežuće,djelovanje joj je slično kamilici.
Mladi listovi su jestivi,pupoljci se mogu koristiti kao kapari.

## Podvrste
1. Leucanthemum vulgare subsp. eliasii (Sennen & Pau) Sennen & Pau
2. Leucanthemum vulgare subsp. parviceps (Briq. & Cavill.) Vogt & Greuter
3. Leucanthemum vulgare subsp. pujiulae Sennen

## Sinonimi
- Bellis major Garsault [nije validan]
- Chamaemelum leucanthemum (L.) E.H.L.Krause
- Chrysanthemum dentatum Gilib. [nije validan]
- Chrysanthemum ircutianum Turcz.
- Chrysanthemum lanceolatum Vest
- Chrysanthemum lanceolatum Pers.
- Chrysanthemum leucanthemum L.
- Chrysanthemum leucanthemum var. boecheri B.Boivin
- Chrysanthemum leucanthemum subsp. lanceolatum (DC.) E.Mayer
- Chrysanthemum leucanthemum subsp. leucanthemum
- Chrysanthemum leucanthemum var. leucanthemum
- Chrysanthemum leucanthemum f. leucanthemum
- Chrysanthemum leucanthemum var. pinnatifidum Lecoq & Lamotte
- Chrysanthemum leucanthemum var. subpinnatifidum Fernald
- Chrysanthemum montanum Willd. [nelegitiman]
- Chrysanthemum montanum var. heterophyllum (Willd.) Koch
- Chrysanthemum praecox (M.Bieb.) DC.
- Chrysanthemum pratense Salisb.
- Chrysanthemum sylvestre Willd.
- Chrysanthemum vulgare (Lam.) Gaterau
- Chrysanthemum vulgare var. vulgare
- Leucanthemum atratum var. heterophyllum (Willd.) Rouy
- Leucanthemum lanceolatum DC.
- Leucanthemum leucanthemum (L.) Rydb. [nelegitiman]
- Leucanthemum praecox (Horvatić) Villard
- Leucanthemum vulgare subsp. heterophyllum (Willd.) Soó
- Leucanthemum vulgare subsp. incisum Arcang.
- Leucanthemum vulgare var. pinnatifidum (Lecoq & Lamotte) Moldenke
- Leucanthemum vulgare subsp. praecox Horvatić
- Leucanthemum vulgare var. vulgare
- Leucanthemum vulgare subsp. vulgare
- Matricaria leucanthemum (L.) Scop.
- Matricaria leucanthemum (L.) Desr.
- Pontia heterophylla (Willd.) Bubani
- Pontia vulgaris Bubani
- Pyrethrum leucanthemum (L.) Franch.
- Tanacetum leucanthemum (L.) Sch.Bip.

## Vanjske poveznice
- Neltje Blanchan. 2005. Wild Flowers Worth Knowing. Project Gutenberg Literary Archive Foundation Zanemaren tekst "Blanchan, Neltje" (pomoć)
- Ox-eye daisy, Leucanthemum vulgare diagnostic photographs and information